# Lista över biskopar i Göteborgs stift
Biskopen i Göteborgs stift är Svenska kyrkans främsta företrädare i Göteborgs stift. Biskopen leder Göteborgs stift.

## Biskopens uppgifter
Enligt Kyrkoordningens 8:e kapitel ansvarar biskopen för:
- att förkunna evangelium i ord och handling
- att ansvara för att visitationer företas till stiftets samtliga församlingar
- att stiftet leds
- att viga präster och diakoner
- att kalla präster och diakoner till överläggning
- att i övrigt följa Kyrkoordningen[1]

## Superintendenter i Göteborgs stift
Åren 1620–1665 fanns i Göteborgs stift endast ett superintendentsämbete.
- 1620–1628: Sylvester Johannis Phrygius
- 1629–1647: Andreas Johannis Prytz
- 1647–1664: Ericus Brunnius

## Biskopar i Göteborgs stift
Sedan 1665 finns det istället en biskop i Göteborgs stift.
- 1665–1671: Zacharias Klingius
- 1671–1678: Laurentius Thoreri Billichius
- 1678–1689: Daniel Larsson Wallerius
- 1689–1701: Johan Carlberg
- 1701–1702: Georg Wallin d. ä.
- 1702–1703: Laurentius Norrmannus (tillträdde ej ämbetet)
- 1703–1710: Olaus Nezelius
- 1711–1725: Johan Poppelman
- 1726–1731: Erik Benzelius d.y.
- 1731–1744: Jakob Benzelius
- 1745–1760: Georg Wallin d.y.
- 1760–1780: Erik Lamberg
- 1781–1818: Johan Wingård
- 1818–1839: Carl Fredrik af Wingård
- 1840–1856: Anders Bruhn
- 1856–1888: Gustaf Daniel Björck
- 1888–1929: Edvard Rodhe
- 1929–1948: Carl Block
- 1949–1970: Bo Giertz
- 1970–1991: Bertil Gärtner
- 1991–2003: Lars Eckerdal
- 2003–2011: Carl Axel Aurelius
- 2011–2018: Per Eckerdal
- 2018– : Susanne Rappmann[2]